# Caisse nationale de prévoyance sociale (Madagascar)
Pour les autres articles nationaux ou selon les autres juridictions, voir Caisse nationale de la prévoyance sociale.
La Caisse Nationale de Prévoyance Sociale, ou CNaPS, est un organisme malgache.

## Description
La Caisse Nationale de la Prévoyance Sociale, ou CNaPS, est un Etablissement Public National malagasy à caractère industriel et commercial (EPIC), doté de la personnalité morale et de l’autonomie financière. Elle est placée sous la tutelle conjointe de Ministère chargé du Travail et des Lois sociales, et du Ministère chargé des Finances. La CNaPS est administrée par un Conseil d’Administration, organisme paritaire qui comprend des représentants de l’État, des Travailleurs et des Employeurs proposés par les organisations professionnelles les plus représentatives.
La responsabilité du fonctionnement des Services placés sous son autorité est assumée par un Directeur Général. La CNaPS compte actuellement 43 Représentations réparties dans toute l’île, outre le Siège social et a ouvert cinq bureaux : Tanjombato, Talatamaty, Anosizato, Manjakandriana, Nosy Be Hell Ville et Sabotsy Namehana. Organisme national de sécurité sociale, la CNaPS est membre de l’Association Internationale de Sécurité Sociale ou AISS et de la Conférence Interafricaine de la Prévoyance sociale ou CIPRES. 

## Mission
Dans le cadre de la politique de protection sociale de l’État, la Caisse Nationale de la Prévoyance Sociale est chargée de
- Gérer les régimes de compensation : des prestations familiales, des accidents du travail et maladies professionnelles, des pensions de retraite ;
- Faire appliquer la réglementation en matière de prévoyance sociale, par la vulgarisation des textes y afférents en particulier ;
- Participer à l’amélioration des conditions de vie et de travail, sur les plans sanitaire et social, des personnes subordonnées à ses activités, notamment par la prévention des accidents du travail et des maladies professionnelles, la promotion de la santé et de la sécurité au travail, et par l’action sociale en faveur des bénéficiaires et de leurs familles.

## Fonctionnement
Les activités de la CNaPS sont régies par le Code de prévoyance sociale et son action s’exerce au profit des travailleurs salariés soumis au Code du Travail et ses textes d’application, et au Code Maritime.
Les ressources de la CNaPS sont principalement constituées par les cotisations patronales et salariales versées par les employeurs, suivant une déclaration nominative des salaires, trimestriellement. Les cotisations sont basées sur l’ensemble des rémunérations ou gains perçus par les bénéficiaires, suivant des taux uniformisé à 1 % du salaire pour le travailleur et selon le secteur d’activités pour l’employeur : 13 % pour le régime général, 8 % pour le régime agricole, le secteur enseignement et les organisations cultuelles. Les taux appliqués au régime des Gens de maison sont forfaitaires.
Le montant des salaires soumis à cotisations est plafonné à 8 fois le salaire minimum d’embauche en vigueur, par mois. 
Obligations de l' employeur
- S’affilier à la CNaPS dans les 15 jours qui suivent l’ouverture ou l’acquisition de l’entreprise ou à l’embauchage du premier travailleur,
- Affilier chaque salarié,
- Déclarer l’embauche et le débauchage de chaque salarié,
- Établir trimestriellement les déclarations nominatives des salaires et verser les cotisations correspondantes à terme échu,
- Verser aux allocataires les prestations portées sur les Bordereaux des Allocations Familiales émis par la CNaPS,
- Déclarer les accidents du travail dans les 48 heures et les Maladies professionnelles dans les 15 jours,
- Délivrer tout document d’emploi ou justificatif nécessaire aux demandes des travailleurs,
- Certifier leurs demandes de prestations.

Obligations du travailleur
- Remplir les conditions de bénéfice propres à chaque régime de compensation,
- Établir la demande de prestation et la remettre avec les pièces justificatives nécessaires,
- Produire les pièces de maintien des droits dans les délais impartis, le cas échéant.

Les prestations sociales
Le fonctionnement de la CNaPS et les régimes des prestations ont été institués par le Décret N°69-145 du 8 avril 1969 fixant le Code de Prévoyance Sociale.  Les conditions d’octroi, les modalités de calcul et les montants des prestations, des indemnités et des remboursements sont ainsi déterminés par voie règlementaire.
Au fil des années, certaines dispositions de ce Code ont été modifiées. D’autres s’avèrent caduques cependant par rapport aux autres législations nationales en vigueur, ce qui induit parfois des difficultés dans leurs applications. 
Par ailleurs, le taux de couverture sociale est encore infime à Madagascar d’une part, le montant des prestations octroyées par la Caisse n’est plus adapté à l’évolution du contexte actuel d’autre part. 
C’est dans ce souci d’encourager l’affiliation à la Caisse pour le bénéfice des droits et d’offrir un niveau de vie plus décent à la population, tout en accomplissant sa mission dans un cadre réglementaire, que la Caisse Nationale de Prévoyance Sociale a procédé à une étude et a proposé une amélioration des prestations. Ce, dans l’attente de la refonte du Code de Prévoyance Sociale dans son ensemble.
Cette amélioration  consiste principalement en l’augmentation des montants des droits d’une part, l’allègement de certaines conditions d’obtention des prestations d’autre part.
Désormais, les prestations seront automatiquement réévaluées selon le salaire minimum d’embauche (SME) de la catégorie M1 en vigueur. 
Extension de la couverture sociale
La protection sociale est un droit humain fondamental, et constitue un des piliers du Travail décent. Dans cette optique, et conformément à sa mission, la CNaPS s’attèle à promouvoir le concept par diverses actions : la formation des partenaires sociaux sur le plan national, la sensibilisation des enfants et des jeunes afin que soit acquise au plus tôt la culture de la protection sociale d’une part,  et des différents acteurs du monde du travail d’autre part.
En outre, pour une sécurité sociale pour tous, la CNaPS a adopté une politique de proximité pour se rapprocher de ses usagers. C’est ainsi qu’un système de service mobile a été instauré, visant principalement la population des zones rurales enclavées. L’offre de service a été également diversifiée pour mieux répondre aux besoins des assujettis : services en ligne, modalités de paiement des prestations.
Par ailleurs, la politique de l’Etat en matière de protection sociale prévoit la mise en place d’un système national couvrant l’ensemble de la population. À ce jour cependant, seuls les travailleurs salariés et assimilés en bénéficient, au détriment des deux autres catégories, à savoir les travailleurs indépendants et les professions libérales. Aussi, dans un souci de justice sociale, la Caisse Nationale de Prévoyance Sociale s’est-elle proposé une stratégie d’extension de la couverture sociale. À cet effet, la priorité a été donnée aux producteurs qui constituent 85 % de la population malagasy. En collaboration avec les ministères de tutelle concernés, la Maison de l’Agriculture et des partenaires techniques, des enquêtes ont été réalisées dans toutes les régions, en vue d’une étude actuarielle pour la mise en place d’un système de retraite pour les producteurs.
Le projet issu de cette initiative sera soumis aux autorités compétentes desquelles relèvera sa mise en œuvre.
```
Slogan en malagasy : 
CNaPS : filamatra ho an'ireo mpiantsehatra ara-tsosialy
```

```
Slogan en français : 
CNaPS : modèle d'intervention des socio-acteurs
```